# Миронов, Иван Семёнович
Иван Семёнович Миронов (1774—1853) — участник войн против Наполеона, командир Жандармского полка, действительный статский советник, Тамбовский гражданский губернатор.
Родился в 1774 году, происходил из дворян Черниговской губернии, сын бунчукового товарища Семёна Германовича Миронова.
В военную службу записан 25 июня 1794 года вахмистром в Глуховский кирасирский полк и уже в том же году принял участие в походе против польских конфедератов, находился в сражениях у Крупчиц, при Кобылке и при штурме варшавского предместья Праги.
1 июля 1796 года назначен генеральным писарем штаба полка. 24 марта 1797 года с чином фанен-юнкера переведён в Каргопольский драгунский полк, где 4 октября 1798 года был произведён в прапорщики. 27 января 1799 года произведён в подпоручики и принял участие в Швейцарском походе Суворова, находился в сражении при Цюрихе.
3 мая 1806 года получил чин поручика и с 24 сентября того же года занимал должность полкового квартирмейстера. В 1806—1807 годах совершил поход в Восточную Пруссию против французов. 23 апреля 1809 года произведён в штабс-капитаны, а 19 апреля 1812 года — в капитаны.
Во время Отечественной войны 1812 года и последующих Заграничных походах 1813—1814 годов состоял дежурным офицером при князе Н. Г. Репнине-Волконском. Отличился во Втором сражении при Полоцке и в бою при Кубличах, за что был произведён в майоры. За другие отличия во время этих кампаний Миронову 24 февраля 1814 года было пожаловано золотое оружие с надписью «За храбрость», а прусский король Фридрих Вильгельм III 28 августа 1814 года наградил его орденом Pour le Merite. 
С 1815 года Миронов командовал Жандармским полком, каковую должность занимал до 1823 года, параллельно исполнял обязанности коменданта Главной квартиры 1-й армии. 15 сентября 1817 года произведён в полковники. 27 сентября 1817 года «во уважение долговременной и усердной службы и недостаточного состояния» император Александр I пожаловал ему 3000 десятин земли.
14 апреля 1823 года Миронов был уволен с военной службы и перешел на службу по гражданскому ведомству: он был произведён в действительные статские советники и назначен Тамбовским гражданским губернатором. Во время его управления Тамбовской губернией были выстроены дома губернских и присутственных мест, новый корпус для Тамбовской духовной семинарии, открылась губернская гимназия. За успешное руководство губернией император Александр I в 1824 году во время посещения Тамбова подарил Миронову золотую табакерку, украшенную бриллиантами.
В ноябре 1830 года из-за неумелых действий губернской врачебной управы в Тамбовской губернии вспыхнул Холерный бунт: горожане, возбуждённые слухами о наступлении эпидемии холеры, разгромили городскую больницу. Поскольку городской голова (купец Байков) скрылся в неизвестном направлении, общаться с народом вышел губернатор. По свидетельству И. И. Дубасова, Миронов с частью губернского батальона внутренней стражи вышел к толпе у разгромленной больницы, но ничего не сделав, попытался вернуться домой. На Никольском мосту через Цну его остановила толпа «и только при помощи штыков» Миронов смог пробиться к своему дому. В другой своей заметке Дубасов сообщает, что «хотели-было действовать против народа решительно, да побоялись».
В донесении императору от 20 ноября 1830 года о событиях Миронов исказил действительное положение дел, написав «в беззаконных и богопротивных действиях тамбовских мещан и однодворцев я усматриваю не одно простое неудовольствие на меры, предпринимаемые против холеры, но подозреваю гораздо важнейшие намерения злых людей, которые действуют скрытным образом посредством сих невежд на народное возмущение». Однако проведённое расследование не выявило никаких политических мотивов. 
Холерные бунты по всей Тамбовской губернии продолжились и в 1831 году, для их подавления были привлечены Вятский и Казанский пехотные полки, Митавский гусарский полк и конно-пионерный эскадрон. Вероятно вследствие этих беспорядков Миронов был вынужден подать в отставку и 24 июля 1831 года он был уволен по прошению.
В отставке проживал в Данковском уезде Рязанской губернии, в имении жены в селе Нилово-Головинщино. Скончался там же в октябре 1853 года. 
Среди прочих наград Миронов имел ордена:
- Орден Святого Владимира 4-й степени с бантом (4 сентября 1812 года)
- Золотое оружие с надписью «За храбрость» (28 февраля 1814 года)
- Орден Святого Георгия IV класса (15 февраля 1819 года, за беспорочную выслугу 25 лет в офицерских чинах, № 3402 по кавалерскому списку Григоровича — Степанова)
- Орден Святой Анны 2-й степени
- Орден Святой Анны 1-й степени (14 мая 1826 года)
- Pour le Merite (28 августа 1814 года)